# Turšičev trg, Piran
Turšičev trg je eden izmed starejših trgov v Piranu.
Pomembnejša objekta na trgu sta Miljska vrata v ohranjenem delu mestnega obzidja z obrambnim stolpom in Gastaldova hiša.